# Psectra iniqua
Psectra iniqua is een insect uit de familie van de bruine gaasvliegen (Hemerobiidae), die tot de orde netvleugeligen (Neuroptera) behoort. 
Psectra iniqua is voor het eerst wetenschappelijk beschreven door Hagen in 1859.